# 旧制中等教育学校の一覧 (兵庫県)
兵庫県における旧制中等教育学校の一覧（きゅうせいちゅうとうきょういくがっこうのいちらん）は、学制改革前（第二次世界大戦前）の兵庫県内での旧学制の中等教育学校をまとめた一覧である。この項目においては尋常科(旧制中学校相当)を置いた旧制七年制高等学校を含むものとする。

## 旧制中学校

### 公立
- 六郡組合立姫路中学校（1878年）⇒ 十四郡組合立姫路中学校 ⇒ 兵庫県尋常中学校 ⇒ 兵庫県姫路尋常中学校 ⇒ 兵庫県姫路中学校 ⇒ 兵庫県立姫路中学校 ⇒《新制》兵庫県立姫路西高等学校 ⇒（1948年：再編、生徒・職員を折半）兵庫県立姫路西高等学校、兵庫県立姫路東高等学校
- 兵庫県神戸尋常中学校（1895年）⇒ 兵庫県神戸中学校 ⇒ 兵庫県立神戸中学校 ⇒ 兵庫県立第一神戸中学校 ⇒《新制》兵庫県立第一神戸高等学校 ⇒（1948年：統合）兵庫県立神戸高等学校
- 教員伝習所 ⇒ 小学模範校 ⇒ 兵庫県豊岡尋常中学校（1896年）⇒ 兵庫県豊岡中学校 ⇒ 兵庫県立豊岡中学校 ⇒《新制》兵庫県立豊岡東高等学校 ⇒（1948年：統合）兵庫県立豊岡高等学校
- 兵庫県柏原尋常中学校（1897年）⇒ 兵庫県柏原中学校 ⇒ 兵庫県立柏原中学校 ⇒《新制》兵庫県立柏原高等学校
- 兵庫県洲本尋常中学校（1897年）⇒ 兵庫県洲本中学校 ⇒ 兵庫県立洲本中学校 ⇒《新制》兵庫県立洲本高等学校
- 兵庫県龍野尋常中学校（1897年）⇒ 兵庫県龍野中学校 ⇒ 兵庫県立龍野中学校 ⇒《新制》兵庫県立龍野南高等学校 ⇒（1948年：統合）兵庫県立龍野高等学校
- 藩校振徳堂（1766年）⇒ 私立篠山中年学舎 ⇒ 公立篠山中学校 ⇒ 私立鳳鳴義塾 ⇒ 私立尋常中学鳳鳴義塾（1899年）⇒ 兵庫県立鳳鳴中学校 ⇒《新制》兵庫県立鳳鳴高等学校 ⇒（1948年：統合）兵庫県立篠山高等学校 ⇒ 兵庫県立篠山鳳鳴高等学校（1955年）
- 五郡組合立小野中学校（1880年）⇒（1885年：播磨十四郡組合立姫路中学校に統合し廃校）→ 兵庫県立小野中学校（1902年）⇒《新制》兵庫県立小野高等学校
- 兵庫県立伊丹中学校（1902年）⇒《新制・統合》兵庫県立伊丹高等学校
- 兵庫県立第二神戸中学校（1908年）⇒《新制》兵庫県立第二神戸高等学校 ⇒（1948年：統合）兵庫県立兵庫高等学校
- 兵庫県立第三神戸中学校（1921年）⇒《新制》兵庫県立長田高等学校
- 尼崎市立尼崎中学校（1923年）⇒ 兵庫県立尼崎中学校 ⇒《新制》兵庫県立尼崎高等学校
- 明石市立明石中学校（1923年）⇒ 兵庫県立明石中学校 ⇒《新制》兵庫県立明石高等学校
- 兵庫県立加古川中学校（1924年）⇒《新制》兵庫県立加古川東高等学校 ⇒（1948年：再編、生徒・職員を折半）兵庫県立加古川東高等学校、兵庫県立加古川西高等学校
- 兵庫県立赤穂中学校（1927年）⇒《新制》兵庫県立赤穂南高等学校 ⇒（1948年：統合）兵庫県立赤穂高等学校
- 神戸市立神戸中学校（1939年）⇒ 神戸市立第一中学校 ⇒《新制》神戸市立神戸高等学校 ⇒ 神戸市立葺合高等学校
- 姫路市立鷺城中学校（1939年）⇒《新制》姫路市立新制高等学校 ⇒ 姫路市立高等学校 ⇒ 姫路市立姫路高等学校（1950年）
- 兵庫県立芦屋中学校（1940年）⇒《新制》兵庫県立芦屋高等学校
- 兵庫県立第四神戸中学校（1941年）⇒《新制》兵庫県立垂水高等学校 ⇒（1948年：統合）兵庫県立星陵高等学校
- 兵庫県立生野中学校（1943年）⇒《新制》兵庫県立生野南嶺高等学校 ⇒ 兵庫県立生野南高等学校 ⇒（1948年：統合）兵庫県立生野高等学校
- 鳴尾村立鳴尾中学校（1943年）⇒《新制・住吉村立住吉高等女学校と生徒交流により共学化》（鳴尾村立）鳴尾高等学校 ⇒（1950年：県立移管）兵庫県立鳴尾高等学校
- 兵庫県飾磨中学校（1946年：姫路市立）⇒《新制》飾磨高等学校 ⇒（1948年：統合）姫路市立飾磨高等学校

### 私立
- 関西学院普通学部（1889年）⇒ 関西学院中学部（1915年）⇒《新制》関西学院中学部・高等部
- 三田中学校（1912年）⇒《新制》三田中学校・高等学校 ⇒ 三田学園中学校・高等学校（1967年）
- 甲陽中学校（1917年）⇒《新制》甲陽中学校・高等学校 ⇒ 甲陽学院中学校・高等学校（1950年）
- 兵庫中学校（1918年）⇒ 兵庫県瀧川中学校 ⇒《新制》滝川中学校・高等学校
- 甲南中学校（1919年）⇒ 甲南高等学校尋常科（1923年）⇒《新制》甲南中学校・高等学校
- 神港中学（1925年）⇒ 神港中学校（1928年）⇒《新制》兵庫県神港高等学校 ⇒ 神港学園神港高等学校 ⇒ 神港学園高等学校（2017年）
- 灘中学校（1927年）⇒《新制》灘中学校・高等学校
- 六甲中学校（1937年）⇒《新制》六甲中学校・高等学校 ⇒ 六甲学院中学校・高等学校（2016年）
- 武庫中学校（1911年）⇒（1914年：廃校）

## 高等女学校

### 公立
- 兵庫県高等女学校（1901年）⇒ 兵庫県立高等女学校 ⇒ 兵庫県立神戸高等女学絞 ⇒ 兵庫県立第一神戸高等女学校 ⇒《新制》兵庫県立第一神戸女子高等学校 ⇒ 兵庫県立神戸欽松高等学校 ⇒（1948年：統合）兵庫県立神戸高等学校
- 津名郡三原郡組合立淡路高等女学校（1902年）⇒ 兵庫県立淡路高等女学校 ⇒《新制》兵庫県立淡路高等学校 ⇒（1948年：統合）兵庫県立洲本高等学校
- 兵庫県立姫路高等女学校（1908年）⇒《新制》兵庫県立姫路東高等学校 ⇒（1948年：再編、生徒・職員を折半）兵庫県立姫路東高等学校、兵庫県立姫路西高等学校
- 兵庫県城崎郡立高等女学校（1909年）⇒ 兵庫県立豊岡高等女学校 ⇒《新制》兵庫県立豊岡西高等学校 ⇒（1948年：統合）兵庫県立豊岡高等学校
- 神戸市立第一高等女学校（1912年）⇒《新制》神戸市立湊川高等学校 ⇒（1969年：統合）神戸市立赤塚山高等学校 ⇒（1998年：統合）神戸市立六甲アイランド高等学校
- 加古郡立高等女学校（1912年）⇒ 兵庫県立加古川高等女学校 ⇒《新制》兵庫県立加古川西高等学校 ⇒（1948年：再編、生徒・職員を折半）兵庫県立加古川東高等学校、兵庫県立加古川西高等学校
- 多紀郡立高等女学校（1912年）⇒ 多紀郡実科高等女学校（1913年）⇒ 兵庫県立篠山高等女学校（1922年）⇒《新制》兵庫県立篠山女子高等学校 ⇒（1948年：統合）兵庫県立篠山高等学校 ⇒ 兵庫県立篠山鳳鳴高等学校（1955年）
- 柏原町立柏原女学校（1903年）⇒ 氷上郡立実科高等女学校 ⇒ 氷上郡立柏原高等女学校（1918年）⇒ 兵庫県立柏原高等女学校 ⇒《新制》兵庫県立氷上高等学校 ⇒（1948年：統合）兵庫県立柏原高等学校
- 龍野町立技芸専修女学校（1906年）⇒ 揖保郡立技芸女学校 ⇒ 揖保郡立実科高等女学校 ⇒ 揖保郡立高等女学校（1918年）⇒ 兵庫県立龍野高等女学校 ⇒《新制》兵庫県立龍野北高等学校 ⇒（1948年：統合）兵庫県立龍野高等学校
- 尼崎町立実科高等女学校（1913年）⇒ 尼崎市立高等女学校（1919年）⇒《新制》尼崎市立尼崎高等学校
- 西宮町立西宮高等女学校（1920年）⇒ 西宮市立西宮高等女学校 ⇒《新制》西宮市立西宮高等学校 ⇒ 西宮市立建石高等学校 ⇒ 西宮市立西宮高等学校（1950年）
- 小野村外三か村組合立小野実科高等女学校（1913年：加東郡小野村）⇒ 兵庫県加東郡立小野実科高等女学校 ⇒ 兵庫県加東郡立小野高等女学校（1921年）⇒（1922年：加東郡社町へ移転）兵庫県立社高等女学校 ⇒《新制》兵庫県立社高等学校
- 私立小野女子技芸学校（1923年）⇒ 小野町立小野実科女学校 ⇒ 兵庫県小野実科高等女学校 ⇒ 兵庫県小野高等女学校（1928年）⇒《新制》兵庫県柳桜高等学校 ⇒（1949年：統合）兵庫県立小野高等学校
- （明石町立）兵庫県明石高等女学校（1921年：兵庫県女子師範学校校舎一部借用）⇒《新制》明石市立明南高等学校 ⇒ 明石市立明石南高等学校 ⇒ 兵庫県立明石南高等学校（1956年）
- 川辺郡立高等女学校（1921年）⇒ 兵庫県立伊丹高等女学校 ⇒《新制・統合》兵庫県立伊丹高等学校
- 神戸市立第二高等女学校（1922年）⇒《新制》神戸市立楠ヶ丘高等学校 ⇒ 神戸市立須磨高等学校（1949年）⇒（2009年：統合）神戸市立須磨翔風高等学校
- 山崎町立技芸専修女学校（1907年）⇒ 宍粟郡立宍粟実業学校 ⇒ 兵庫県立山崎高等女学校（1923年）⇒《新制》兵庫県立山崎高等学校
- 福崎村立実科女学校（1914年）⇒ 神崎郡立福崎実業学校 ⇒ 兵庫県立福崎実業学校 ⇒ 兵庫県立福崎高等女学校（1923年）⇒《新制》兵庫県立福崎高等学校
- 姫路市立実科女学校（1913年）⇒ 姫路市立女子技芸学校 ⇒ 姫路市立高等女学校（1925年）⇒ 姫路市立第一高等女学校 ⇒《新制》姫路市立琴丘高等学校
- 兵庫県立第二神戸高等女学校（1925年）⇒《新制》兵庫県立第二神戸女子高等学校 ⇒ 兵庫県立夢野台高等学校 ⇒ 兵庫県立神戸夢野台高等学校 ⇒ 兵庫県立夢野台高等学校（1952年）
- 赤穂郡南部六ヶ町村組合立赤穂実科女学校（1912年）⇒ 組合立赤穂実科高等女学校 ⇒ 兵庫県立赤穂高等女学校（1926年）⇒《新制》兵庫県立赤穂北高等学校 ⇒（1948年：統合）兵庫県立赤穂高等学校
- 私立村尾裁縫女学校（1902年）⇒ 赤穂郡上郡村外４カ村学校組合立村尾実践女学校 ⇒ 兵庫県村尾高等女学校（1928年）⇒ 兵庫県立上郡高等女学校 ⇒《新制》兵庫県立上郡高等学校
- 三田町立三田裁縫女学校（1907年）⇒ 三田実科女学校 ⇒ 兵庫県立三田高等女学校（1928年）⇒《新制》兵庫県立三田高等学校 ⇒（1948年：統合）兵庫県立有馬高等学校
- 生野町立生野実科女学校（1913年）⇒ 兵庫県生野高等女学校（1928年）⇒ 兵庫県立生野高等女学校 ⇒《新制》兵庫県立しろがね高等学校 ⇒ 兵庫県立生野北高等学校 ⇒（1948年：統合）兵庫県立生野高等学校
- 北条町立北条実科高等女学校（1923年）⇒ 兵庫県立北条高等女学校（1930年）⇒《新制・統合》兵庫県立北条高等学校
- 三木町立実科高等女学校（1924年）⇒ 兵庫県立三木高等女学校（1930年）⇒《新制》兵庫県立三木高等学校
- 出石町立女子技芸学校（1907年）⇒ 出石町立実科高等女学校 ⇒ 兵庫県立出石高等女学校（1933年）⇒《新制》兵庫県立出石高等学校
- 志筑町立志筑技芸女学校（1920年）⇒ 志筑町立志筑実科高等女学校 ⇒ 志筑町立志筑高等女学校（1937年）⇒ 兵庫県立志筑高等女学校 ⇒《新制》兵庫県立津名高等学校
- 兵庫県立第三神戸高等女学校（1941年）⇒《新制》兵庫県立御影高等学校
- 住吉村立住吉高等女学校（1943年）⇒《新制・鳴尾村立鳴尾中学校と生徒交流により共学化》住吉村立住吉高等学校 ⇒（1949年：統合）兵庫県立御影高等学校
- 兵庫県立第四神戸高等女学校（1942年）⇒《新制》兵庫県立第四神戸女子高等学校 ⇒（1948年：統合）兵庫県立兵庫高等学校
- 兵庫県飾磨高等女学校（1942年：飾磨市立）⇒《新制》飾磨女子高等学校 ⇒（1948年：統合）姫路市立飾磨高等学校
- 真如裁縫女学校（1921年）⇒ 真如実科高等女学校 ⇒ 真如高等女学校（1943年）⇒ 三原郡19ヶ町村組合立兵庫県三原高等女学校 ⇒ 兵庫県立三原高等女学校 ⇒《新制》兵庫県立三原高等学校 ⇒（2007年：統合）兵庫県立淡路三原高等学校
- 高砂町立高砂実科高等女学校（1923年）⇒ 兵庫県高砂実科高等女学校 ⇒ 兵庫県高砂高等女学校（1943年）⇒（新制）高砂町立高砂高等学校 ⇒ 兵庫県立高砂高等学校（1950年）
- 相生市立相生高等女学校（1943年）⇒《新制》相生市立相生高等学校 ⇒（1959年：統合）兵庫県立相生産業高等学校
- 伊丹町立裁縫女学校（1907年）⇒ 伊丹町立裁縫実修女学校 ⇒ 伊丹市立高等家政女学校（1941年）⇒ 伊丹市立高等女学校（1946年）⇒《新制》伊丹市立伊丹高等学校
- 琴浦女学校（1922年）⇒ 琴浦女子実習学校 ⇒《新制》琴浦女子高等学校 ⇒（統合）尼崎市立北高等学校 ⇒ 兵庫県立尼崎北高等学校（1951年）
- 姫路市立商業補習学校（1925年）⇒ 姫路市立高等家政女学校（1940年）⇒《新制》姫路市桜門高等学校 ⇒ 兵庫県立姫路南高等学校（1951年）
- 中町実科高等女学校（1925年）⇒（1932年：閉校）

### 私立
- 日の本女学校（1893年）⇒ 日の本高等女学校（1903年）⇒《新制》日ノ本学園高等学校
- 親和女学校（1887年）⇒ 親和高等女学校（1908年）⇒《新制》親和中学校・親和女子高等学校
- 松蔭女学校（1892年）⇒ 松蔭高等女学校（1915年）⇒《新制》松蔭中学校・高等学校
- 甲南高等女学校（1920年）⇒《新制》甲南女子中学校・高等学校
- 住吉聖心女子学院高等女学校（1923年：武庫郡住吉村）⇒（1926年：武庫郡良元村小林へ移転）小林聖心女子学院高等女学校 ⇒《新制》小林聖心女子学院中学校・高等学校
- 森高等女学校（1923年）⇒ 神戸市森高等女学校 ⇒《新制》神戸森高等学校 ⇒ 神戸学院女子高等学校 ⇒ 神戸学院大学附属高等学校 ⇒ 神戸学院大学附属中学校・高等学校（2017年）
  - 森裁縫女学校（1912年）⇒ 森女学校 ⇒ 神戸市森女子商業家政学校 ⇒（1945年：閉校）
- 成徳実践女学校（1921年）⇒ 神戸成徳高等女学校（1924年）⇒《新制》成徳学園中学校・高等学校 ⇒ 神戸龍谷中学校・高等学校（2005年）
- 神戸野田高等女学校（1926年）⇒《新制》神戸野田高等学校
- 神戸山手高等女学校（1926年）⇒《新制》神戸山手女子中学校・高等学校
- 増谷裁縫女学校（1901年）⇒ 増谷女学校 ⇒ 増谷高等家政女学校 ⇒ 増谷高等女学校（1936年）⇒《新制》夙川学院中学校・高等学校 ⇒ 夙川中学校・高等学校（2019年）
- 芦屋高等女学校（1937年）⇒《新制》芦屋女子中学校・高等学校 ⇒ 芦屋大学附属中学校・高等学校 ⇒ 芦屋学園中学校・高等学校（2009年）
- 園田高等女学校（1938年）⇒《新制》園田学園中学校・高等学校
- 武庫川高等女学校（1939年）⇒《新制》武庫川学院中学校・高等学校 ⇒ 武庫川女子大学附属中学校・高等学校（1995年）
- 甲子園高等女学校（1941年）⇒《新制》甲子園学院中学校・高等学校
- 共愛裁縫女学校（1921年）⇒ 姫路高等女子職業学校 ⇒ 播磨女子商業学校 ⇒ 播磨高等女学校（1946年）⇒《新制》兵庫県播磨中学校・高等学校 ⇒ 姫路女学院中学校・高等学校（2021年）
- 須磨裁縫女学校（1922年）⇒ 須磨女学校 ⇒ 須磨女子商業学校 ⇒ 須磨高等女学校（1946年）⇒《新制》須磨女子高等学校 ⇒ 須磨学園高等学校 ⇒ 須磨学園中学校・高等学校（2004年）
- 須磨太子館附属高等裁縫部（1923年）⇒ 須磨睦高等実践女学校 ⇒ 須磨ノ浦高等女学校（1946年）⇒《新制》須磨ノ浦女子高等学校 ⇒ 兵庫大学附属須磨ノ浦高等学校（2014年）
- 亀山高等女学校（1934年：閉校）
- 神戸英和女学校（1875年）⇒ 神戸女学院（1894年）⇒《新制》神戸女学院中学部・高等学部
- 私立家政女学校（1908年）⇒ 私立神戸高等家政女学校 ⇒ 神戸家政女学校 ⇒ 神戸高等家政女学校 ⇒ 玉田学園神戸女子商業学校 ⇒《新制》神戸常盤女子高等学校
- 神戸高等技芸女学校（1913年）⇒ 塩原学園神戸女子商業学校 ⇒《新制》塩原女子家庭高等学校 ⇒ 塩原女子高等学校 ⇒ 神戸第一高等学校（2000年）
- 柳女子技芸学校（1913年）⇒ 柳実科女学校 ⇒ 柳実科高等女学校 ⇒ 柳高等女学校 ⇒ 《新制》柳学園中学校・高等学校 ⇒ 蒼開中学校・高等学校（2018年）
- 神戸実践女学校（1929年）⇒ 神戸実践女子商業学校 ⇒《新制》熊見学園女子商業高等学校 ⇒ 神戸女子商業高等学校 ⇒ 神戸星城高等学校（1998年）

## 実業学校

### 公立
- 兵庫県立国民高等学校 → 兵庫県立北条農学校 ⇒ 兵庫県立北条農業高等学校 → 兵庫県立北条高等学校（統合） → 兵庫県立播磨農業高等学校（分離）
- 神戸商業講習所 → 兵庫県立神戸商業学校 → 兵庫県立第一神戸商業学校 ⇒ 兵庫県立第一神戸商業高等学校 → 兵庫県立星陵高等学校 → 兵庫県立神戸商業高等学校（分離）
- 兵庫県立第二神戸商業学校 → 兵庫県立凌霄商業高等学校 → 兵庫県立長田商業高等学校
- 三田町1ヶ町村組合立有馬農林学校 → 有馬郡立農林学校 → 兵庫県立三田農林学校 ⇒ 兵庫県立三田農業高等学校 → 兵庫県立有馬高等学校
- 兵庫県簡易農学校（1897年：明石郡明石町）⇒ 兵庫県農学校（1899年）⇒ 兵庫県立農学校 ⇒（1922年：加古郡平岡村へ移転）⇒《新制》兵庫県農業高等学校 ⇒ 兵庫農業短期大学附属高等学校 ⇒ 兵庫農科大学短期大学部附属高等学校 ⇒ 兵庫県立農業高等学校（1957年）
- 兵庫県立工業学校 → 兵庫県立第一神戸工業学校 ⇒ 兵庫県立兵庫工業高等学校
- 兵庫県立第二神戸工業学校 ⇒ 兵庫県立兵庫工業高等学校
- 兵庫県立第三神戸工業学校 ⇒ 兵庫県立神戸工業高等学校
- 兵庫県立簡易蚕業学校 ⇒ 兵庫県立八鹿高等学校
- 姫路市立姫路商業学校（乙種） → 姫路市立姫路商業学校（甲種） → 兵庫県立姫路商業学校 ⇒ 兵庫県立姫路商業高等学校 → 兵庫県立姫路東高等学校（統合） → 兵庫県立姫路商業高等学校（分離）
- 赤穂郡上郡町外5ヶ村組合立乙種上郡農業学校 → 兵庫県立上郡農学校 ⇒ 兵庫県立上郡農業高等学校 → 兵庫県立上郡高等学校
- 豊岡町立豊岡商業補習学校 → 兵庫県立豊岡工業学校・兵庫県立豊岡女子商業学校 ⇒ 兵庫県立豊岡実業高等学校 → 兵庫県立豊岡総合高等学校
- 北神商業学校 → 北神工業学校 → 北神商業学校 → 神戸市立第一北神商業学校 ⇒ 神戸市立北神高等学校 → 神戸市立鈴蘭台高等学校 → 神戸市立兵庫商業高等学校
- 兵庫県立姫路工業学校 ⇒ 兵庫県立姫路工業高等学校 → 兵庫県立姫路工業大学附属高等学校 → 兵庫県立姫路工業高等学校
- 揖保郡龍野町立商業補習学校 → 兵庫県立龍野商業学校 → 兵庫県立龍野工業学校 ⇒ 兵庫県立龍野工業高等学校 → 兵庫県立龍野実業高等学校
- 洲本町立商業学校 → 洲本市立商業学校 → 兵庫県立洲本商業学校 ⇒ 兵庫県立洲本商業高等学校 → 兵庫県立洲本実業高等学校
- 飾磨町立兵庫県飾磨商業実務学校 → 兵庫県飾磨商業学校 → 兵庫県立飾磨商業学校 → 兵庫県立飾磨工業高等学校
- 兵庫県武庫郡町立西宮商業補習学校 → 西宮市立商業実習学校 → 西宮市立西宮商業実修学校 → 西宮市立商業学校（乙種） → 西宮市立商業学校（甲種）→ 西宮市立商業学校・西宮市立工業学校 → 西宮市立商業学校 ⇒ 西宮市立商業高等学校 → 西宮市山手高等学校 → 兵庫県立西宮高等学校
- 津名郡野島村・仁井村・富島村・浅野村・育波村・室津村6ヶ村組合立津名郡北淡実業学校 → 兵庫県淡路実業学校 → 兵庫県立淡路実業学校 ⇒ 兵庫県立淡路農業高等学校 → 兵庫県立淡路高等学校
- 私立一宮実践女学校 → 5ヶ町村組合立一宮女子農業学校 ⇒ 兵庫県立一宮農業高等学校 ⇒ （廃校） ⇒ 兵庫県立淡路農業高等学校一宮分校 ⇒ 兵庫県立淡路高等学校一宮校
- 兵庫県立洲本工業学校 ⇒ 兵庫県立洲本工業高等学校 ⇒ 兵庫県立洲本実業高等学校
- 兵庫県立航空工業学校 → 兵庫県立機械工業学校 ⇒ 兵庫県立兵庫工業高等学校
- 兵庫県立西脇工業学校 ⇒ 兵庫県立西脇工業高等学校 ⇒ 兵庫県立西脇高等学校
- 兵庫県立香住水産学校 ⇒ 兵庫県立香住水産高等学校 ⇒ 兵庫県立水産高等学校 ⇒ 兵庫県立香住高等学校
- 兵庫県立尼崎工業学校 ⇒ 兵庫県立尼崎工業高等学校
- 兵庫県立第二尼崎工業学校　⇒　兵庫県立神崎工業高等学校
- 神戸市立第一神港商業学校　⇒　神戸市立神港商業高等学校　⇒（統合）神戸市立神港高等学校　⇒（統合）神戸市立神港橘高等学校
- 神戸市立第二神港商業学校　⇒　神戸市立神戸商業高等学校　⇒　神戸市立湊西高等学校　⇒　神戸市立摩耶高等学校定時制　⇒（統合）神戸市立摩耶兵庫高等学校
- 神戸市立第三神港商業学校　⇒ 神戸市立灘商業学校　⇒（統合）神戸市立商業学校　⇒ 神戸市立灘商業高等学校　⇒ 神戸市立葺合高等学校　⇒ 神戸市立神戸商業高等学校　⇒（統合）神戸市立六甲アイランド高等学校
- 神戸市立第一女子商業学校　⇒　神戸市立湊商業高等学校　⇒（統合）神戸市立神港高等学校　⇒（統合）神戸市立神港橘高等学校
- 神戸市立第二女子商業学校　⇒　神戸市立楠商業高等学校　⇒　神戸市立楠高等学校
- 神戸市立第一北神商業学校　⇒　神戸市立北神高等学校　⇒　神戸市立鈴蘭台高等学校　⇒　神戸市立兵庫商業高等学校
- 神戸市立第二北神商業学校　⇒　神戸市立湊高等学校　⇒（統合）神戸市立産業高等学校　⇒　神戸市立大和田工業高等学校　⇒　神戸市立長田工業高等学校　⇒（統合）神戸市立神戸工科高等学校
- 神戸市立第一工業学校　⇒ 神戸市立第一機械工業学校　⇒（統合）神戸市立神戸工業高等学校　⇒（統合）神戸市立科学技術高等学校
- 神戸市立第二工業学校
- 尼崎市立商業学校　⇒ 尼崎市立城内高等学校　⇒（統合）尼崎市立琴ノ浦高等学校

### 私立
- 育英商業学校　⇒　育英高等学校
- 村野工業学校　⇒　村野工業高等学校　⇒　神戸村野工業高等学校　⇒　彩星工科高等学校
- 報徳実業学校　⇒　報徳商業学校　⇒　報徳中学校　⇒　報徳学園中学校・高等学校

## 夜間中学校
- 兵庫県立第一神戸夜間中学講習所 ⇒ 兵庫県立第一神戸夜間中学 ⇒ 兵庫県立青谿中学校 ⇒ 兵庫県立青谿高等学校 ⇒ 兵庫県立東神戸高等学校
- 兵庫県立第二神戸夜間中学講習所 ⇒ 兵庫県立第二神戸夜間中学 ⇒ 兵庫県立湊川中学校 ⇒ 兵庫県立湊川高等学校
- 兵庫県立姫路夜間中学講習所 ⇒ 兵庫県立姫路夜間中学 ⇒ 兵庫県立城北中学校 ⇒ 兵庫県立城北高等学校
- 兵庫県立御影夜間中学講習所 ⇒ 兵庫県立御影夜間中学 ⇒ 兵庫県立御影中学校 ⇒ 兵庫県立武庫高等学校
- 神戸市立第二中学校 ⇒ 神戸市立兵庫高等学校定時制 ⇒ 神戸市立摩耶兵庫高等学校

## 旧制7年制高等学校

### 私立
- 甲南中学校（1919年）⇒ 甲南高等学校尋常科（1923年）⇒《新制》甲南中学校・高等学校